# Orleans-Territorium

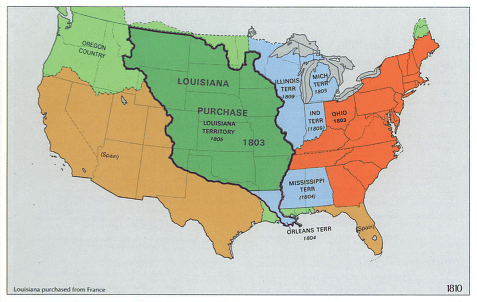
Die Vereinigten Staaten nach dem Louisiana Purchase von 1803 (hellblau fett umrandet das Orleans-Territorium)

Das Orleans-Territorium war ein historisches Hoheitsgebiet der Vereinigten Staaten, das zwischen 1804 und 1812 bestand. Es war der erste Teil, der aus dem Louisiana Purchase abgetrennt wurde, einem Gebiet, das die Vereinigten Staaten 1803 von Frankreich gekauft hatten. Alles von dem Louisiana Purchase südlich des 33. Breitengrades wurde zum Orleans-Territorium und der restliche Teil wurde der District of Louisiana. (Der District of Louisiana wurde später in Louisiana-Territorium umbenannt. Einige Zeit später wurde das Orleans-Territorium der Bundesstaat Louisiana und das Louisiana-Territorium wurde in Missouri-Territorium umbenannt.) Das Orleans-Territorium wurde am 1. Oktober 1804 durch den Organic Act vom 26. März 1804 geschaffen. Am 30. April 1812 wurde Louisiana als 18. Staat in die Union aufgenommen.
Am 10. April 1805 schuf das territoriale Parlament zwölf Countys (beginnend von der südöstlichsten Ecke nach Westen und Norden): Orleans County, LaFourche County, German Coast, Acadia County, Iberville County, Attakapas County, Pointe Coupée County, Opelousas County, Rapides County, Concordia County, Natchitoches County und Ouachita County. Zu dieser Zeit gehörten die Florida Parishes am Ostufer des Mississippi nicht zum Orleans-Territorium, sondern zu Westflorida, und wurden erst 1810 durch die Vereinigten Staaten annektiert. Die westliche Grenze mit Spanisch-Texas war bis zum Adams-Onís-Vertrag von 1819 nicht komplett festgelegt. Ein Streifen des Landes, besser bekannt als Sabine Free State, östlich des Sabine River diente als ein neutraler Pufferbereich von 1807 bis 1819.

## Führer und Abgeordnete
William C. C. Claiborne war der erste und einzige Gouverneur des Orleans-Territoriums. Er wurde später der erste Gouverneur des Staates Louisiana.
Es gab zwei territoriale Minister, James Brown (1804–1807) und Thomas B. Robertson (1807–1811). Daniel Clark war im Dezember 1806 der erste territoriale Delegierte im Kongress der Vereinigten Staaten.